# كليف ريتشاردز
كليف ريتشاردز هو رسام بالرصاص برازيلي، ولد في 1964 في بيلو هوريزونتي في البرازيل.